# 港尾里 (嘉義縣)
港尾里，舊稱「黃厝港」，日治時期改稱「港尾」，前身「港尾村」，位於臺灣嘉義縣太保市東部，東接埤鄉里，西鄰新埤里、前潭，南與水上鄉塗溝村、粗溪村、三和村相鄰，北與過溝、麻寮二里相接。

## 歷史
港尾里清代舊稱「黃厝港」，係因當地附近有埤港之水流經，且居民主要為黃姓，故名。直到1925年，取當地朴子溪水系塗溝中排的上源，水流極為細小之因，改名「港尾」。
日治時期，港尾里屬臺南州東石郡太保，一部分屬白鴒厝大字東部，一部分則屬管事厝大字西部。中華民國政府接管臺灣後，兩區域合併為一村，劃入嘉義市太保區。1950年後，屬太保鄉港尾村。1991年配合太保鄉改制為「太保市」，港尾村改名為「港尾里」。